# Proboscina coapta
Proboscina coapta är en mossdjursart som beskrevs av Canu och Bassler 1929. Proboscina coapta ingår i släktet Proboscina och familjen Oncousoeciidae. Inga underarter finns listade i Catalogue of Life.